# Dreibrunnertalbrücke
Die Dreibrunnertalbrücke ist eine Eisenbahnbrücke im stillgelegten Streckenabschnitt der Eistalbahn zwischen dem Haltepunkt Eiswoog und Enkenbach-Alsenborn. Sie wurde zwischen 1931 und 1932 erbaut und überspannt das Dreibrunnertal in der Nähe des Stempelkopftunnels.

## Eigenschaften
Die Brücke ist 28 Meter hoch und 176 Meter lang und ist heute für Wanderer begehbar. Das Bauwerk besteht aus einem großen Stahlbetonbogen mit seitlichen Entlastungsbögen.
Die Brücke ist nach dem Eistalviadukt am Eiswoog und der Bockbachtalbrücke am Kleehof das drittgrößte Brückenbauwerk der Bahnstrecke.